# Gás natural no Brasil

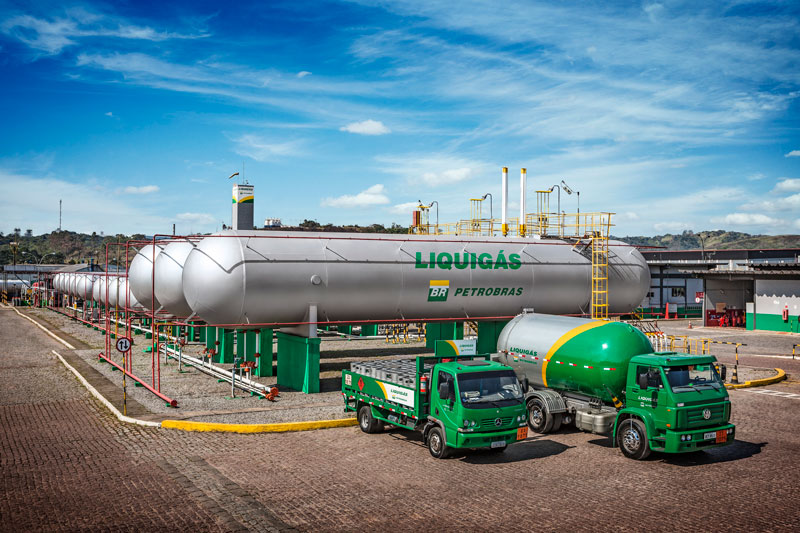
Tanques da empresa Liquigás.

A exploração, produção e utilização de gás natural do Brasil foram iniciadas em meados da década de 1940, e atualmente o país produz cerca de 120 milhões de m³ de gás natural por dia, sendo que em outubro de 2018, 58,8 milhões de metros cúbicos diários de gás natural vieram por meio de 88 poços na camada pré-sal. Mensalmente a Petrobras publica um relatório informando a produção de petróleo e gás natural no país.

## Histórico
A utilização do gás natural no Brasil começou modestamente por volta de 1940, com as descobertas de óleo e gás na Bahia, atendendo a indústrias localizadas no Recôncavo Baiano. Após alguns anos, as bacias do Recôncavo, Sergipe e Alagoas destinavam quase em sua totalidade para a fabricação de insumos industriais e combustíveis para a Refinaria Landulpho Alves e o Polo Petroquímico de Camaçari.
Com a descoberta da Bacia de Campos as reservas provadas praticamente quadruplicaram no período 1970-hoje (com a crise de 1970 no Oriente Médio e a descoberta da Bacia de Campos em seguida da camada pré-sal). O desenvolvimento da bacia proporcionou um aumento no uso da matéria-prima, elevando em 2,7% sua participação na matriz energética nacional.
Em 1948 foram iniciados os primeiros levantamentos sísmicos na Amazônia, com o objetivo de encontrar especificamente gás natural e petróleo. Essas pesquisas foram acompanhadas de perto pelo então Conselho Nacional de Petróleo (CNP), fundado em 1938. A primeira descoberta significativa de óleo e gás na região foi no Rio Juruá, próximo a Carauari-AM, em 1978. Só nos anos 80 foi concretizado o sonho perseguido em sete décadas de pesquisas. Em outubro de 1986, a Petrobras descobriu petróleo em quantidades comerciais na área do rio Urucu, Bacia do Solimões, município de Coari-AM. A descoberta provocou um crescimento das atividades da empresa na Amazônia e abriu novas perspectivas para a exploração e produção de petróleo em toda a região.

### Campos terrestres
A Província Petrolífera de Urucu é um campo de petróleo e gás natural brasileiro situado no município de Coari, no interior do estado do Amazonas. É a maior reserva provada terrestre de petróleo e gás natural do Brasil, segundo a Petrobras. Desde 2009, o Gasoduto Urucu–Coari–Manaus opera interligando a província petrolífera à capital do Amazonas, totalizando 663 quilômetros de extensão. O gasoduto tem capacidade de transportar até 5,5 milhões de metros cúbicos por dia de gás natural, desde Urucu até a capital do Amazonas. Fornece gás para sete usinas termoelétricas: Manauara, Tambaqui, Jaraqui, Aparecida, Mauá, Cristiano Rocha e Ponta Negra - Urucu-Coari-Manaus, gerando 760 MW de energia elétrica. 
Em 1999, foi constatada a existência de uma outra reserva de gás natural no Amazonas. O Campo do Azulão, localizado entre os municípios de Silves e Itapiranga, foi declarado comercial em 2004, e vendido pela Petrobrás para a Eneva em novembro de 2017 por US$ 54,5 milhões. A produção foi iniciada em 2021 e fornece combustível para a Usina Termelétrica Jaguatirica II, em Roraima .
Em 2013, é inaugurado o Complexo Termelétrico Parnaíba, um conjunto de parques térmicos de geração de energia, situados no Maranhão, O gás utilizando para a geração de energia o gás natural produzido em campos localizados nas proximidades do complexo.

### Pré-sal
A descoberta de indícios de petróleo no pré-sal foi anunciada pela Petrobras em 2006. A existência de petróleo na camada pré-sal em todo o campo que viria a ser conhecido como pré-sal foi anunciada pelo ex-diretor da ANP e posteriormente confirmada pela Petrobras em fins de 2006. Em 2008 a Petrobras confirmou a descoberta de óleo leve na camada sub-sal e extraiu pela primeira vez petróleo do pré-sal.
O pré-sal é uma sequência de rochas sedimentares formadas há mais de 100 milhões de anos com a separação do antigo continente Gondwana nos atuais continentes sul-americano e africano. Foram formadas grandes depressões, que deram origem a grandes lagos entre os dois atuais continentes. Ao longo de milhares de anos, acumularam-se grandes quantidades de matéria orgânica oriundas, principalmente, de algas microscópicas nas regiões mais profundas destes lagos  A matéria orgânica, misturada a sedimentos, formou as rochas geradoras de óleo e gás do pré-sal. Sob altas temperaturas e pressões, a matéria orgânica transformou-se em óleo e gás.
Posteriormente, os grandes lagos foram conectados aos oceanos, ocasionando a formação de um extenso golfo. Em razão do clima árido predominante naquele tempo, a evaporação intensa da água marinha, que invadiu as depressões lacustres, levou à acumulação de sais, resultando na espessa camada de sal que funcionou como um selo ao impedir que o petróleo escapasse e chegasse à superfície.
A produção de gás natural no Brasil totalizou 48,8 bilhões de m³ em 2021. Em 2021, a produção do pré-sal correspondeu a 67,5% do total produzido no Brasil.

### Importação
Em 1999, o Brasil passou a importar gás natural da Bolívia por meio do gasoduto Gasbol.
O gás natural ganhou importância crescente na matriz energética brasileira por problemas hidrológicos que prejudicaram a geração hidroelétrica, levando à criação do Programa Prioritário de Termoelétricas (PPT), em 2000.
Com as descobertas na Bacia de Santos e na Bacia do Espírito Santo, as reservas brasileiras de gás natural tiveram um aumento significativo. Existe a perspectiva de que as novas reservas sejam ainda maiores e a região subsal ou "pré-sal" tenha reservas ainda maiores.
Apesar disso, o baixo preço do produto e a dependência do gás importado são apontados como um dos inibidores de novos investimentos. A insegurança provocada pelo rápido crescimento da demanda e interrupções intermitentes no fornecimento boliviano após o processo de produção do gás na Bolívia levaram a Petrobras a investir mais na produção nacional e na construção de infraestrutura de portos para a importação de GNL (Gás Natural Liquefeito). Principalmente depois dos cortes ocorridos durante uma das crises resultantes da longa disputa entre o Governo Evo Morales e os dirigentes da província de Santa Cruz, obrigaram a Petrobras a reduzir o fornecimento do produto para as distribuidoras de gás do Rio de Janeiro e São Paulo no mês de novembro de 2006.
Assim, apesar do preço relativamente menor do metro cúbico de gás importado da Bolívia, a necessidade de diminuir a insegurança energética do Brasil levou a Petrobras a decidir por uma alternativa mais cara porém mais segura: a construção de terminais de importação de GNL  e no Porto do Pecém (2008), no Ceará, e no Rio de Janeiro (2009) Os terminais permitem ao Brasil importar de qualquer país praticamente o mesmo volume de gás que hoje o país importa da Bolívia.
Para ampliar a segurança energética do Brasil, a Petrobras pretendia, simultaneamente, ampliar a capacidade de importação de gás construindo novos terminais de GNL no Sul e Sudeste do país até 2012, e ampliar a produção nacional de gás natural nas reservas da Bacia de Santos. Em 2014, a Petrobras inaugurou o  FSRU da Baía de Todos os Santos.
Em 2020 foi inaugurado o terminal de FSRU de Porto de Sergipe, da Eneva; em 2021, entrou em operação o terminal de FSRU do Porto do Açu, da GNA. 
Com a aprovação da Nova Lei do Gás (Lei no 14.134/2021), algumas das mudanças sãoː alteração do regime de concessão para o regime de autorização; novas regras tarifárias; acesso de terceiros a gasodutos, unidades de processamento e terminais GNL.; autorização para a ANP adotar um programa de desconcentração do mercado, realização de leilões de gás natural, ou de cessão de capacidade de transporte para os concorrentes; tarifas de transporte serão propostas pelo transportador e aprovadas pela ANP; proibição de qualquer relação societária entre transportadores e outros segmentos do setor (produção, importação, comercialização); o Ministério de Minas e Energia (MME) e a ANP deverão se articular com estados e o DF para harmonizar as regulações estaduais, inclusive para regular o consumidor livre.

## Gasodutos
Em 2022, o Brasil tinha, para a movimentação de gás natural, 113 gasodutos, com extensão de 11,6 mil km.

### Garsol/Gascom
O gasoduto Urucu-Coari-Manaus (Garsol/Gascom) iniciou as operações em 2009 e tem capacidade de transportar 5,5 milhões de metros cúbicos/dia. Liga as unidades de produção localizadas no Polo Arara, em Urucu, até a cidade de Manaus. A extensão deste caminho é de 663,2 km (trecho Urucu - Manaus), além de um total de 139,3 km em nove ramais para Coari. È operado pela Transportadora Associada de Gás (TAG)

### Gasene

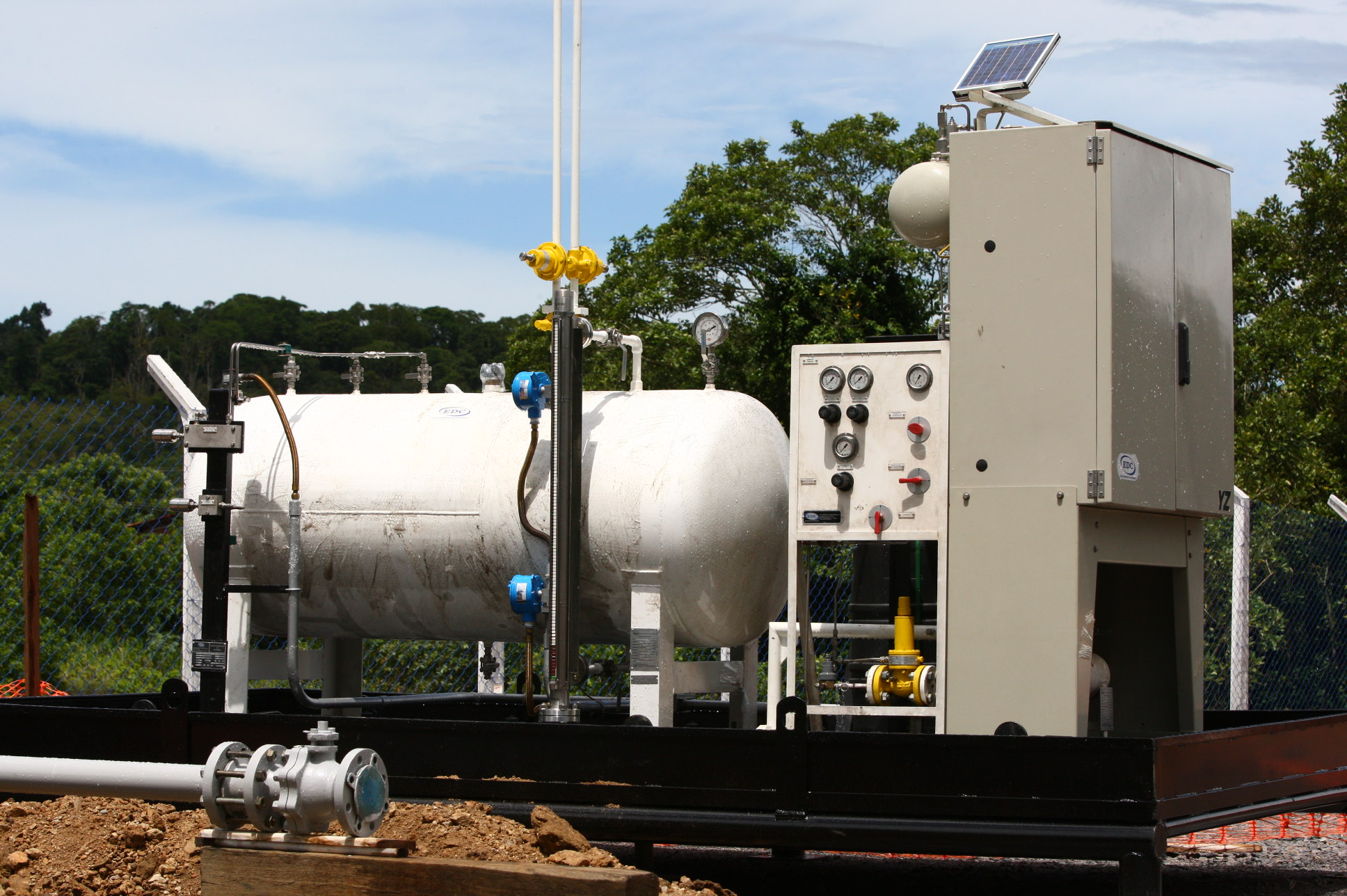
Gasene em Itabuna, Bahia.

O Gasoduto da Integração Sudeste-Nordeste (Gasene) é um sistema de gasodutos brasileiro que conecta o Terminal de Cabiúnas (Macaé, Rio de Janeiro) ao município baiano de Catu, percorrendo, no total, 1.387 quilômetros.Seu último trecho foi inaugurado no dia 26 de março de 2010. Parte do Programa de Aceleração do Crescimento (PAC), a obra teve um custo final de 6,34 bilhões de reais, segundo a Petrobras, ou 8,8 bilhões de reais se incluídas as estações de compressão de gás. Sua capacidade de escoamento é de 20 milhões de metros cúbicos por dia. É operado pela Transportadora Associada de Gás (TAG).
O GASENE se inicia no Terminal Terrestre Cabiúnas (Tecab) e se encerra no município de Catu. Suas obras foram divididas em três trechos:
- Trecho Sul 1: Cabiúnas - Vitória (GASCAV)
- Trecho Sul 2: Vitória - Cacimbas
- Trecho Norte: Cacimbas-Catu (GASCAC)

### Malha Nordeste
A Malha Nordeste, operada pela Transportadora Associada de Gás S/A, é formada uma rede de gasodutos com 3.012 km de extensão, interligando a maioria dos estados da região, abrangendo os estados de Ceará, Rio Grande do Norte, Paraíba, Pernambuco, Alagoas, Sergipe e Bahia. O recebimento do gás pode ocorrer com GNL (Gás Natural Liquefeito) em São Gonçalo do Amarante/Pecém (CE) e São Francisco do Conde (BA), e também das Unidades de Processamento de Gás Natural (UPGN) de Guamaré (RN), Pilar (AL), Atalaia (SE), Santiago (BA) e Candeias (BA). A Malha Nordeste abrange também aproximadamente 790 km de gasodutos do Sistema Gasene, no trecho do Gascac.
Alguns gasodutos do Nordeste sãoː
- Gasfor I, ligando Pecém (CE) a Guamaré (RN), com 383 km, inaugurado em 1998;[33][34]
- Gasmel (Ramal Açu-Serra do Mel), ligando Alto do Rodrigues (RN) a Serra do Mel (RN), com 31 km, inaugurado em 2008;[33][34]
- Nordestão, ligando Guamaré (RN) a Cabo de Santo Agostinho (PE), com 424 km, inaugurado em 1986;[33][34]
- Gasalp, ligando Cabo de Santo Agostinho (PE) a Pilar (AL), com 204 km, inaugurado em 2001;[33][34]
- Gaspil, ligando Pilar (AL) a Ipojuca (PE), 187 km inaugurado em 2010;[33][34]
- Gasoduto Pilar-Catu, ligando Pilar (AL) a Catu (BA), com 441 km, inaugurado em 2008;[33][34]
- Gaseb, ligando Atalaia (SE) a Catu (BA), com 229 km, inaugurado em 1974;[33][34]
- Gal, ligando Atalaia (SE) a Laranjeiras (SE), com 28 km, inaugurado em 2009;[33][34]

### Gasbol

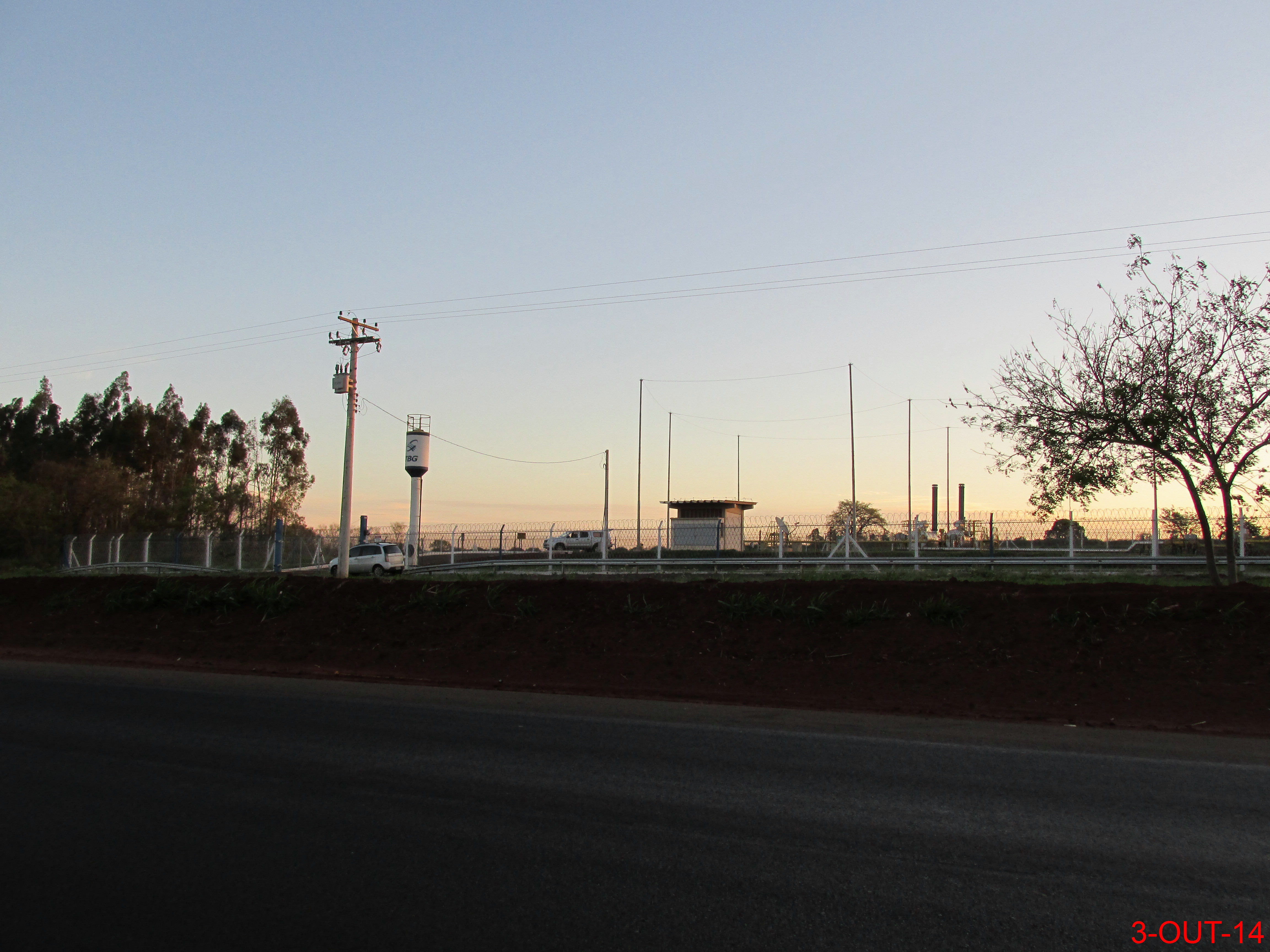
Gasoduto Brasil-Bolívia

Com a entrada em operação do Gasoduto Brasil-Bolívia em 1999, com capacidade de transportar 30 milhões de metros cúbicos de gás por dia (equivalente a metade do atual consumo brasileiro), houve um aumento expressivo na oferta nacional de gás natural. Este aumento foi ainda mais acelerado depois do apagão elétrico vivido pelo Brasil em 2001 e 2002, quando o governo optou por reduzir a participação das hidrelétricas na matriz energética brasileira e aumentar a participação das termoelétricas movidas a gás natural. É operado pela Transportadora Brasileira Gasoduto Bolívia-Brasil, subsidiária da Petrobrás.
Nos primeiros anos de operação do gasoduto, a elevada oferta do produto e os baixos preços praticados, favoreceram uma explosão no consumo tendo o gás superado a faixa de 10% de participação na matriz energética nacional.
O Gasoduto atravessa 136 municípios distribuídos pelos estados de Mato Grosso do Sul, São Paulo, Paraná, Santa Catarina e Rio Grande do Sul.

### Malha Sudeste

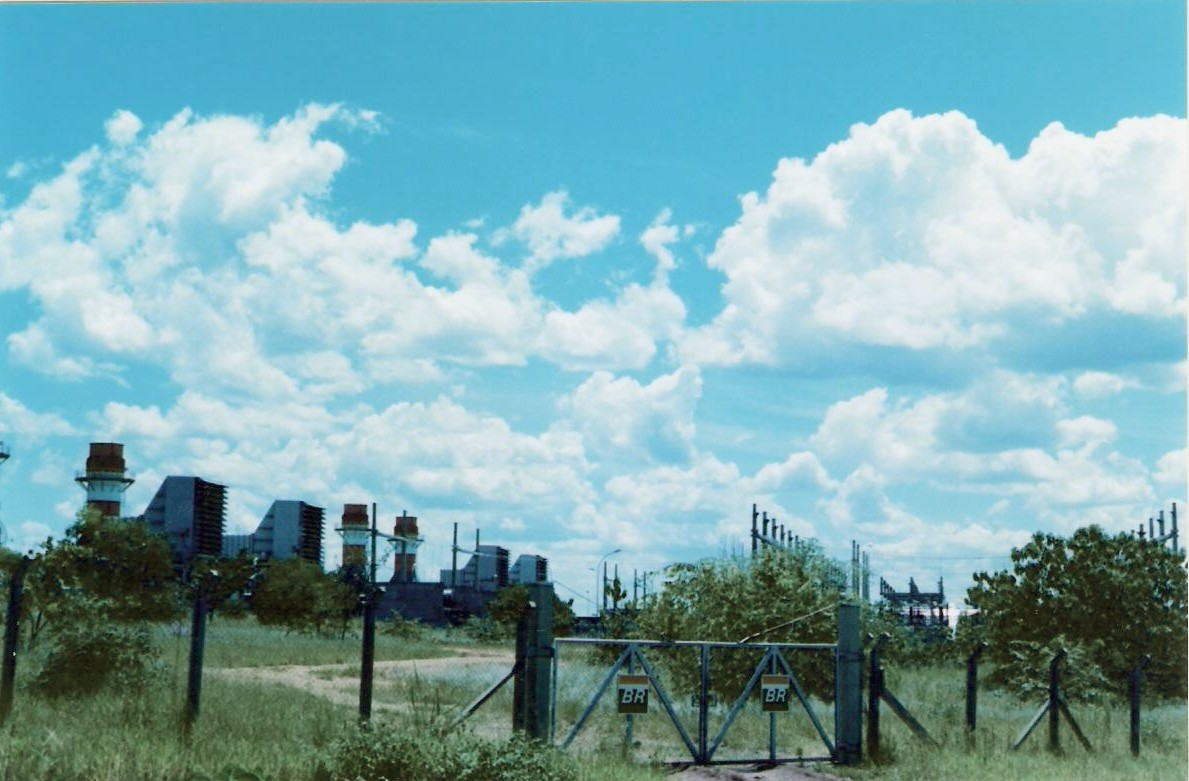
Termelétrica em Três Lagoas-MS

O sistema de gasodutos da Nova Transportadora do Sudeste S/A (NTS) atende os estados de São Paulo, Rio de Janeiro e Minas Gerais. O sistema compreende mais de 2.000 km gasodutos, entre os quais se destacamː
- Gascar, ligando Campinas (SP) a Japeri (RJ), com 453 km, com início de operação em 2007;[35]
- Gaspal I, ligando Volta Redonda (RJ) à RECAP, Refinaria de Capuava (SP), com 325 km, com  início de operação em 1988,  transportando o gás natural da Bacia de Campos para abastecer os municípios situados no trajeto Volta Redonda/RJ e Capuava/SP;[35]
- Gasbel I,  ligando a REDUC, Refinaria de Duque de Caxias (RJ) à REGAP, Refinaria de Betim (MG), com 357 km, com início de operação em 1996;[35]
- Gasbel II, ligando o TEVOL de Volta Redonda (RJ) a São Brás do Suaçui (MG), com 267 km, com início da operação em 2010;[35]
- Gasduc I, ligando Cabiúnas, no município de Macaé (RJ) a REDUC, Refinaria de Duque de Caxias (RJ), com 184 km, com início de operação em 1982, transportando o gás natural da Bacia de Campos para abastecer o estado do Rio de Janeiro;[35]
- Gasan, ligando a RECAP, Refinaria de Capuava (SP) à RPBC, Refinaria de Cubatão (SP), com 42 km, com início de operação em 1993;[35]
- Gaspaj, ligando a REPLAN, Refinaria de Paulínia (SP) à Jacutinga (MG), com 80 km, com início de operação em 2010;[35]
- Gastau,  ligando a UTGCA de Caraguatatuba (SP) à Taubaté (SP), com 67 km, com início de operação em 2010[35]

### Gasoduto Uruguaiana-Porto Alegre
- Trecho I, que vai da fronteira entre Uruguai e Argentina até a Usina Termelétrica de Uruguaiana, com 25 km, em operação desde 2000; se interliga com o gasoduto argentino da TGM em Uruguaiana; operado pela Transportadora Sulbrasileira de Gás (TSB)[35]
- Trecho III, que vai do Polo Petroquímico de Triunfo (RS), com destino à REFAP, em Canoas (RS), onde se interliga com o Gasbol; com 25 km, em operação desde 2000; operado pela Transportadora Sulbrasileira de Gás (TSB).[35]

### Lateral Cuiabá
Liga San Matías, na Bolívia a Cuiabá (MT), com 283 km, com início da operação em 2001; é operada pela GasOcidente. 

## Privatizações
A Petrobras teve presença dominante da no setor de gás natural no Brasil ao longo da história, atuando na produção, transporte, processamento de gás natural, de regaseificação do GNL e comercialização.
Em junho de 2019, foi realizada a venda de 90% das ações da Transportadora Associada de Gás S.A (TAG) para o consórcio formado pela franco belga Engie e pelo fundo canadense Caisse de Dépôt et Placement du Québec (CDPQ) com o pagamento de R$ 33,5 bilhões, com a continuidade da utilização pela Petrobrás dos serviços de transporte de gás natural prestados pela TAG.Em julho de 2020, foi celebrado contrato de compra e venda de ações da participação remanescente de 10% na Transportadora Associada de Gás S.A. (TAG), com o grupo formado pela ENGIE e pelo fundo canadense Caisse de Dépôt et Placement du Québec (CDPQ).
Em 2017, a Petrobrás vendeu 90% das ações da NTS (Nova Transportadora do Sudeste) para um consórcio de investidores liderado pela Brookfield por US$ 5,2 bilhões.

## Oferta

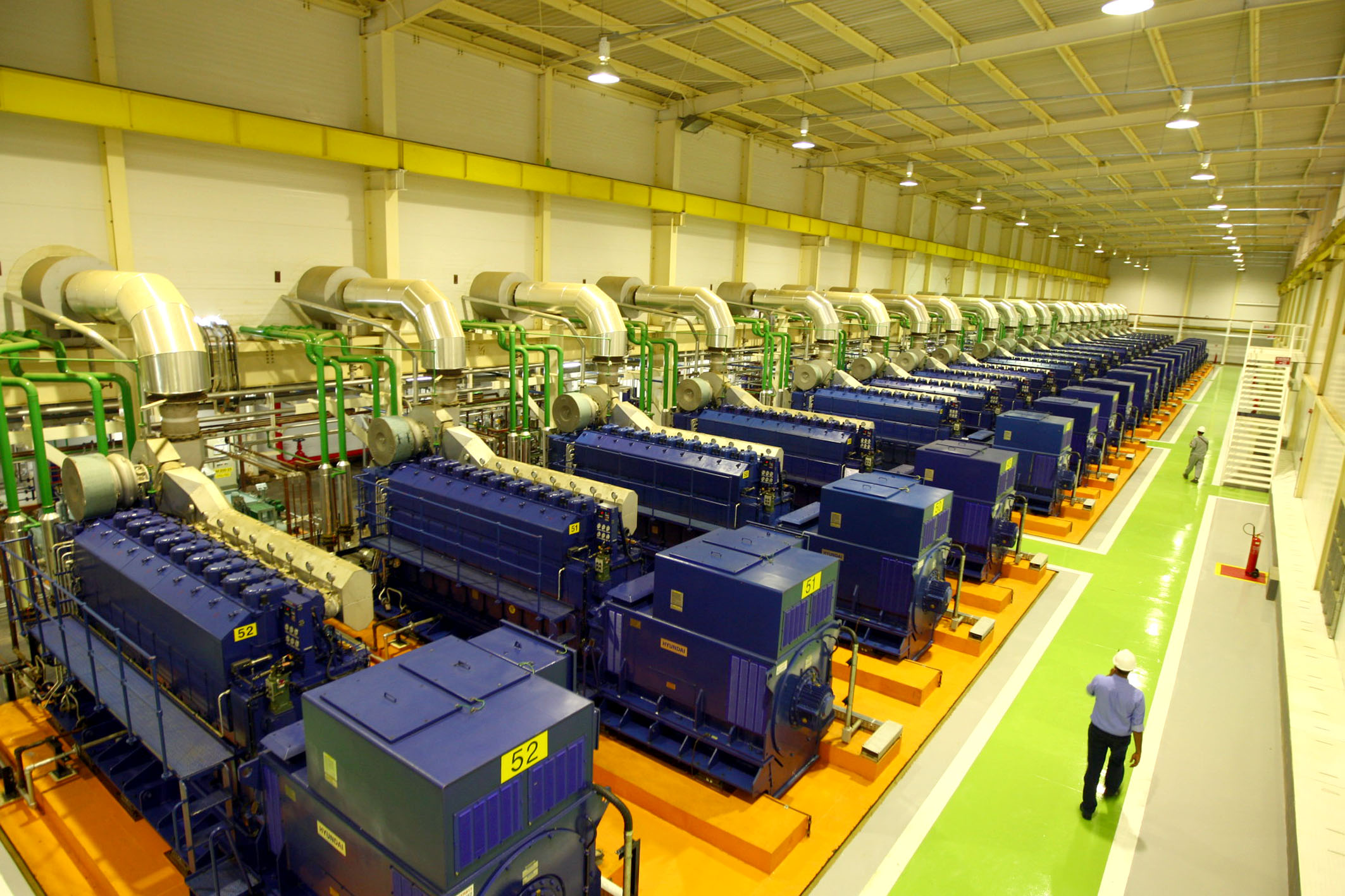
Termelétrica de Camaçari

Em 2021, a oferta interna de gás natural foi de 41,3 bilhões de m³. Cerca de 73,5% destinaram-se às vendas e 23,2% ao consumo próprio (consumo próprio nas áreas de produção, refinarias e UPGNs). Desse total, cerca de 17 bilhões de m³ (41%) foram importados, dos quais 9,6 bilhões de m³ (56,5% do total) corresponderam a importações de gás natural liquefeito (GNL), em especial dos Estados Unidos. O restante correspondeu às importações provenientes da Bolívia (43,1%) pelo Gasbol.

### Produção
A produção de gás natural no Brasil totalizou 48,8 bilhões de m³ em 2021. Os campos marítimos produziram 97% do petróleo e 83% do gás natural.  45,5% da produção de gás natural foi reinjetada. A produção do pré-sal correspondeu a 67,5% do total produzido no Brasil, com perspectivas de ampliação da produção de gás natural.
A Petrobrás foi responsável por 72,5% do gás natural produzido em 2021. A Shell Brasil teve participação de 11,4%; a Eneva, 4,4%; Petrogal Brasil, 3,4%; Repsol Sinopec, 2,3%; dentre outras empresas.
Os maiores estados produtores em 2021 foram: Rio de Janeiro (64%); São Paulo (12,4%); Amazonas (10,15%); Maranhão (4,38%); Espírito Santo (4,09%); Bahia (4,06%); Ceará/Rio Grande do Norte (0,50%); Sergipe/Alagoas (0,45%) .
Em 2021, o Brasil estava na 30ª posição no ranking mundial de produtores de gás natural.

### Importações
Em 2021, o Brasil importou 17 bilhões de m³ de gás natural, dos quais 9,6 bilhões de m3 (56,5% do total) corresponderam a importações de gás natural liquefeito (GNL), enquanto 43,1% correspondeu às importações provenientes da Bolívia. Os principais exportadores de GNL para o Brasil foram os Estados Unidos (8.222 m³) e o Catar (853 m³).
O Brasil conta com cinco terminais de regaseificação: na Baía de Guanabara (Petrobras) e Porto do Açu (GNA), no Rio de Janeiro; no Porto do Pecém (Petrobras), no Ceará; no Porto de Sergipe (Eneva); e na Baía de Todos os Santos (arrendado pela Petrobras à Excelerate Energy), na Bahia.

### Termelétricas

Usina Termelétrica de Juiz de Fora

Em 2022, 180 usinas termelétricas no Brasil utilizavam gás natural como combustível, sendo este principal a principal fonte do setor. 
Em 2021, a geração termelétrica foi responsável por 36,18% da demanda total de gás natural no país, enquanto que a demanda industrial foi de 50% e a automotiva foi de 7,14%.
Algumas das usinas movidas a gás natural no Brasil são: Usina Termelétrica Porto de Sergipe I (1.600 MW); o Complexo Termelétrico Parnaíba (1.428 MW), no Maranhão; Usina Termelétrica GNA I (RJ); a Usina Temelétrica de Santa Cruz (RJ); Usina Termelétrica Termorio; Usina Termelétrica de Cuiabá; a Usina Termelétrica Camaçari (BA); a Usina Termelétrica Luiz Carlos Prestes, em Três Lagoas (MS); Usina Termelétrica Mauá 3, em Manaus (AM); Usina Termelétrica Uruguaiana; a Usina Termelétrica de Juiz de Fora; Usina Termelétrica Termopernambuco; dentre outras.
Recentemente, o Brasil e o mundo investiu em carros movidos á gás natural. Até o final de 2012, havia 17.250 milhões de veículos destes em todo o mundo, liderados pelo Irã (3,3 milhões), Paquistão (3,1 milhões), Argentina (2,18 milhões), Brasil (1,73 milhões), Índia (1,5 milhões) e China (1,5 milhões).